# Ronde van Frankrijk 2020/Negende etappe
De negende etappe van de Ronde van Frankrijk 2020 werd verreden op 6 september met start in Pau en finish in Laruns. 
| Pau – Laruns (153,0 km) |                  |                       |          |
| Plaats                  | Naam             | Ploeg                 | Tijd     |
| 1                       | Tadej Pogačar    | UAE Team Emirates     | 3u55'17" |
| 2                       | Primož Roglič    | Team Jumbo-Visma      | z.t.     |
| 3                       | Marc Hirschi     | Team Sunweb           | z.t.     |
| 4                       | Egan Bernal      | Team INEOS Grenadiers | z.t.     |
| 5                       | Mikel Landa      | Bahrain McLaren       | z.t.     |
| 6                       | Bauke Mollema    | Trek-Segafredo        | + 11"    |
| 7                       | Guillaume Martin | Cofidis               | z.t.     |
| 8                       | Romain Bardet    | AG2R La Mondiale      | z.t.     |
| 9                       | Richie Porte     | Trek-Segafredo        | z.t.     |
| 10                      | Rigoberto Urán   | EF Education First    | z.t.     |
|                         |                  |                       |          |
| 39                      | Oliver Naesen    | AG2R La Mondiale      | + 10'23" |

| Algemeen klassement |                    |                       |           |
| Plaats              | Naam               | Ploeg                 | Tijd      |
| Gele trui           | Primož Roglič      | Team Jumbo-Visma      | 38u40'01" |
| 2                   | Egan Bernal        | Team INEOS Grenadiers | + 21"     |
| 3                   | Guillaume Martin   | Cofidis               | + 28"     |
| 4                   | Romain Bardet      | AG2R La Mondiale      | + 30"     |
| 5                   | Nairo Quintana     | Arkéa Samsic          | + 32"     |
| 6                   | Rigoberto Urán     | EF Education First    | z.t.      |
| 7                   | Tadej Pogačar      | UAE Team Emirates     | + 44"     |
| 8                   | Adam Yates         | Mitchelton-Scott      | + 1'02"   |
| 9                   | Miguel Ángel López | Astana Pro Team       | + 1'15"   |
| 10                  | Mikel Landa        | Bahrain McLaren       | + 1'42"   |
|                     |                    |                       |           |
| 13                  | Bauke Mollema      | Trek-Segafredo        | + 2'31"   |
| 43                  | Wout van Aert      | Team Jumbo-Visma      | + 47'50"  |

## Opgaven
- Fabio Aru (UAE Team Emirates): opgave tijdens de etappe
- Steff Cras (Lotto Soudal): opgave tijdens de etappe met rugklachten

1e etappe ·
2e etappe ·
3e etappe ·
4e etappe ·
5e etappe ·
6e etappe ·
7e etappe ·
8e etappe ·
9e etappe ·
10e etappe ·
11e etappe ·
12e etappe ·
13e etappe ·
14e etappe ·
15e etappe ·
16e etappe ·
17e etappe ·
18e etappe ·
19e etappe ·
20e etappe ·
21e etappe
Startlijst · Eindstanden · Afbeeldingen